# Географическое указание
Географическое указание (ГУ) — уникальный объект интеллектуальной собственности, позволяющий в установленном законом порядке закрепить за производителями региона (обеспечивающими определенные качества продукции благодаря природным и/или людским ресурсам) права на данное наименование.
Основным отличием от товарного знака является именно связь качества товара с регионом, где выпускается товар. Кроме того, в отличие от товарных знаков правом на одно и то же НМПТ могут обладать несколько предприятий данного географического региона, выпускающих одну и ту же продукцию, а не строго одно предприятие как в случае с товарными знаками.
В настоящее место географические указания и наименования места происхождения товара разделяются юристами как разные по правовому смыслу сущности. Несмотря на существующую критику этого разделения, как переусложнения предмета регулирования, их, всё же рассматривают по отдельности. Географическое указание первоначально регулировалось Парижской конвенцией об охране промышленной собственности, которая, всего лишь, включала положение о недопустимости ложного указания географического происхождения товара, не входя в детализацию того, по каким причинам это недопустимо, и в каких границах. Подобная интерпретация географического указания делает его неустойчивым к «делокализационным оговоркам»   — такие фразы как  — «вино типа Бордо» и «сыр, изготовленный по швейцарскому способу» являются, с этой точки зрения, приемлемыми.
Дальнейшее развитие процесса охраны географического указания производилось в рамках соглашения ТРИПС и регулятивных актов Евросоюза, которые не оказывали прямого действия на правовую реальность РФ. ВОИС длительное время использовала понятие географического указания лишь в методических целях.
Но в мае 2015 года, на состоявшейся дипломатической конференции в Лиссабоне был принят Женевский Акт Лиссабонского Соглашения об охране наименований мест происхождения и их международной регистрации, который расширил действие этого соглашения на географические указания и унифицировал подходы к обоим понятиям. Поскольку Россия является членом Лиссабонского соглашения, после ратификации Женевского Акта для РФ возникла необходимость адаптировать её положения к своему внутреннему законодательству. Это было сделано путём внесения изменений в ГК РФ в 2019ом году.